# Ambulyx semiplacida
Ambulyx semiplacida is een vlinder uit de familie van de pijlstaarten (Sphingidae). De wetenschappelijke naam van de soort werd in 1990 gepubliceerd door Inoue.